# Heliotropium steudneri
Heliotropium steudneri là loài thực vật có hoa trong họ Mồ hôi. Loài này được Vatke mô tả khoa học đầu tiên năm 1875.